# Neuvième district congressionnel de Pennsylvanie
Le 9e district congressionnel de Pennsylvanie est situé dans la partie centrale-est de l'État et englobe les comtés de Bradford, Columbia, Lebanon, Montour, Northumberland, Schuylkill, Sullivan, Susquehanna et Wyoming, ainsi qu'une partie des comtés de Berks, Luzerne et Lycoming.
Une grande partie du district comprend la région charbonnière de Pennsylvanie. Le républicain Dan Meuser représente le district, en poste depuis 2019.

## Histoire
Avant 2019, le district était situé dans le sud de l’État et constituait un siège très sûr pour les républicains. Selon le CPVI, en 2010, le 9e était le district le plus républicain de Pennsylvanie (et du Midwest industriel), avec alors un score de R+17.
Le redécoupage a légèrement augmenté le nombre de démocrates dans le district, avec l'ajout du comté de Fayette à majorité démocrate ainsi que de certaines parties démocrates des comtés de Washington, Greene, Cambria et Westmoreland.
En 2014, le Représentant sortant républicain de longue date, l'ancien homme d'affaires Bill Shuster, a remporté 52,8 % des voix dans une primaire républicaine à trois contre le pilote de recherche et de sauvetage à la retraite de la Garde côtière Art Halvorson (34,5 %) et l'éleveur Travis Schooley (12,7 %). Aux élections générales de 2012, il a battu son adversaire démocrate, l'infirmière Karen Ramsburg, en recueillant 62 % des voix.
En 2010, il a obtenu 73 % des voix et en 2008, 64 %. Shuster a été élu pour la première fois dans le district en 2001, héritant effectivement du siège de son père, Bud Shuster, qui occupait ce siège depuis 1973. Shuster a annoncé en janvier 2018 qu'il se retirerait du Congrès à la fin de son mandat, et n'a pas brigué une réélection en 2018.
La Cour suprême de Pennsylvanie a redessiné les limites de ce district en février 2018 après avoir jugé la carte précédente inconstitutionnelle, réattribuant également le numéro à un district du centre-est de la Pennsylvanie – essentiellement le successeur de l'ancien 11e district – pour les élections de 2018 et la représentation par la suite. Pendant ce temps, la majeure partie de l'ancien 9e est devenue le nouveau 13e district et est aussi républicain que son prédécesseur.

## Historique de vote
| Année | Poste      | Résultats                      |
| ----- | ---------- | ------------------------------ |
| 2008  | Président  | McCain 57,0 % – 42,0 %         |
| 2012  | Président  | Romney 63,0 % – 35,0 %         |
| 2016  | Président  | Trump 69,0 % – 27,0 %          |
| 2020  | Président  | Trump 64,0 % – 34,0 %          |
| 2022  | Gouverneur | Mastriano (en) 59,0 % – 38,0 % |
| 2022  | Sénat      | Öz 63,0 % – 33,0 %             |

## Liste des Représentants du district
Le district fut établit en 1795.

### 1795 - 1823: Un siège
| Membre                          | Parti                 | Années                         | Congrès   | Histoire électorale |
| ------------------------------- | --------------------- | ------------------------------ | --------- | --- |
| District établit le 4 mars 1795 |                       |                                |           | |
| Andrew Gregg                    | Républicain-Démocrate | 4 mars 1795 - 3 mars 1803      | 4e - 7e   | Redécoupage depuis le district at-large et réélu en 1794. Réélu en 1796. Réélu en 1798. Réélu en 1800. Redécoupage vers le 5e district.                                         |
| John Smilie (en)                | Républicain-Démocrate | 4 mars 1803 - 30 décembre 1812 | 8e - 12e  | Redécoupage depuis le 11e district et réélu en 1802. Réélu en 1804. Réélu en 1806. Réélu en 1808. Réélu en 1810. Redécoupage vers le 13e district et réélu en 1812 mais décède. |
| Vacant                          | Vacant                | 30 décembre 1812 - 3 mars 1813 | 12e       | |
| David Bard (en)                 | Républicain-Démocrate | 4 mars 1813 - 12 mars 1815     | 13e , 14e | Redécoupage depuis le 4e district et réélu en 1812. Réélu en 1814. Décès. |
| Vacant                          | Vacant                | 12 mars 1815 - 10 octobre 1815 | 14e       | |
| Thomas Burnside (en)            | Républicain-Démocrate | 10 octobre 1815 - avril 1816   | 14e       | Élu pour terminer le mandat de Bard. Démissionne pour devenir le Juge Président des Courts du district de Luzerne.                                                              |
| Vacant                          | Vacant                | avril 1816 - 8 octobre 1816    | 14e       | |
| William Plunkett Maclay (en)    | Républicain-Démocrate | 8 octobre 1816 - 3 mars 1821   | 14e - 16e | Élu pour terminer le mandat de Burnisde. Réélu en 1816. Réélu en 1818. Perd sa réélection.                                                                                      |
| John Brown (en)                 | Républicain-Démocrate | 4 mars 1821 - 3 mars 1823      | 17e       | Élu en 1820. Redécoupage vers le 12e district. |

### 1823 - 1833: Trois sièges
| 4 mars 1823 - 3 mars 1825 | 18e       | George Kremer (en) | Républicain-Démocrate | Élu en 1822. Réélu en 1824. Réélu en 1826. Retrait. | Samuel McKean (en)      | Républicain-Démocrate | Élu en 1822. Réélu en 1824. Réélu en 1826. Retrait. | William Cox Ellis (en) | Fédéraliste Jackson | Élu en 1822. Perd sa réélection.     |
| 4 mars 1825 - 3 mars 1829 | 19e , 20e | George Kremer (en) | Jacksonien (en)       | Élu en 1822. Réélu en 1824. Réélu en 1826. Retrait. | Samuel McKean (en)      | Jacksonien (en)       | Élu en 1822. Réélu en 1824. Réélu en 1826. Retrait. | Espy Van Horne (en)    | Jacksonien (en)     | Élu en 1824. Réélu en 1826. Retrait. |
| 4 mars 1829 - 3 mars 1831 | 21e       | James Ford (en)    | Jacksonien (en)       | Élu en 1828. Réélu en 1830.                         | Philander Stephens (en) | Jacksonien (en)       | Élu en 1828. Réélu en 1830. Retrait.                | Alem Marr (en)         | Jacksonien (en)     | Élu en 1828. Retrait.                |
| 4 mars 1831 - 3 mars 1833 | 22e       | James Ford (en)    | Jacksonien (en)       | Élu en 1828. Réélu en 1830.                         | Philander Stephens (en) | Jacksonien (en)       | Élu en 1828. Réélu en 1830. Retrait.                | Lewis Dewart (en)      | Jacksonien (en)     | Élu en 1830.                         |

### 1833 - Présent: Un siège
| Membre                        | Parti                 | Années                              | Congrès     | Histoire électorale |
| ----------------------------- | --------------------- | ----------------------------------- | ----------- | --- |
| Henry A. P. Muhlenberg (en)   | Jacksonien (en)       | 4 mars 1833 - 3 mars 1837           | 23e - 25e   | Redécoupage depuis le 7e district et réélu en 1832. Réélu en 1834. Réélu en 1836. Démissionne pour devenir Ambassadeur des États-Unis à l'Empire Autrichien.                                                                 |
| Henry A. P. Muhlenberg (en)   | Démocrate             | 4 mars 1837 - 8 février 1838        | 23e - 25e   | Redécoupage depuis le 7e district et réélu en 1832. Réélu en 1834. Réélu en 1836. Démissionne pour devenir Ambassadeur des États-Unis à l'Empire Autrichien.                                                                 |
| Vacant                        | Vacant                | 8 février 1838 - 17 mars 1838       | 25e         | |
| George M. Keim (en)           | Démocrate             | 17 mars 1838 - 3 mars 1843          | 25e - 27e   | Élu pour terminer le mandat de Muhlenberg. Réélu en 1838. Réélu en 1840. |
| John Ritter (en)              | Démocrate             | 4 mars 1843 - 3 mars 1847           | 28e , 29e   | Élu en 1843. Réélu en 1844. Retrait. |
| William Strong (en)           | Démocrate             | 4 mars 1847 - 3 mars 1851           | 30e , 31e   | Élu en 1846. Réélu en 1848. Retrait. |
| J. Glancy Jones (en)          | Démocrate             | 4 mars 1851 - 3 mars 1853           | 32e         | Élu en 1850. Retrait. |
| Isaac E. Hiester (en)         | Whig                  | 4 mars 1853 - 3 mars 1855           | 33e         | Élu en 1852. Perd sa réélection. |
| Anthony Ellmaker Roberts (en) | Opposition Party (en) | 4 mars 1855 - 3 mars 1857           | 34e , 35e   | Élu en 1854. Réélu en 1856. Retrait. |
| Anthony Ellmaker Roberts (en) | Républicain           | 4 mars 1857 - 3 mars 1859           | 34e , 35e   | Élu en 1854. Réélu en 1856. Retrait. |
| Thaddeus Stevens              | Républicain           | 4 mars 1859 - 11 août 1868          | 36e - 40e   | Élu en 1858. Réélu en 1860. Réélu en 1862. Réélu en 1864. Réélu en 1866. Décès. |
| Vacant                        | Vacant                | 11 août 1868 - 7 décembre 1868      | 40e         | |
| Oliver James Dickey (en)      | Républicain           | 7 décembre 1868 - 3 mars 1873       | 40e - 42e   | Élu pour terminer le mandat de Stevens. Réélu en 1868. Réélu en 1870. Retrait. |
| A. Herr Smith (en)            | Républicain           | 4 mars 1873 - 3 mars 1885           | 43e - 48e   | Élu en 1872. Réélu en 1874. Réélu en 1876. Réélu en 1878. Réélu en 1880. Réélu en 1882. Perd sa renomination. |
| John A. Hiestand (en)         | Républicain           | 4 mars 1885 - 3 mars 1889           | 49e , 50e   | Élu en 1884. Réélu en 1886. Perd sa renomination. |
| David B. Brunner (en)         | Démocrate             | 4 mars 1889 - 3 mars 1893           | 51e , 52e   | Élu en 1888. Réélu en 1890. Retrait. |
| Constantine J. Erdman (en)    | Démocrate             | 4 mars 1893 - 3 mars 1897           | 53e , 54e   | Élu en 1892. Réélu en 1894. Retrait. |
| Daniel Ermentrout (en)        | Démocrate             | 4 mars 1897 - 17 décembre 1899      | 55e , 56e   | Élu en 1896. Réélu en 1898. Décès. |
| Vacant                        | Vacant                | 17 septembre 1899 - 7 novembre 1899 | 56e         | |
| Henry D. Green (en)           | Démocrate             | 7 novembre 1899 - 3 mars 1903       | 56e , 57e   | Élu pour terminer le mandat de Ermentrout. Réélu en 1900. Retrait. |
| Henry B. Cassel (en)          | Républicain           | 4 mars 1903 - 3 mars 1909           | 58e - 60e   | Redécoupage depuis le 10e district et réélu en 1902. Réélu en 1904. Réélu en 1906. |
| William W. Griest (en)        | Républicain           | 4 mars 1909 - 3 mars 1923           | 61e - 67e   | Élu en 1908. Réélu en 1910. Réélu en 1912. Réélu en 1914. Réélu en 1916. Réélu en 1918. Réélu en 1920. Redécoupage vers le 10e district.                                                                                     |
| Henry Winfield Watson (en)    | Républicain           | 4 mars 1923 - 27 août 1933          | 68e - 73e   | Redécoupage depuis le 8e district et réélu en 1922. Réélu en 1924. Réélu en 1926. Réélu en 1928. Réélu en 1930. Réélu en 1932. Décès.                                                                                        |
| Vacant                        | Vacant                | 27 août 1933 - 7 novembre 1933      | 73e         | |
| Oliver W. Frey (en)           | Démocrate             | 7 novembre 1933 - 3 janvier 1939    | 73e - 75e   | Élu pour terminer le mandat de Watson. Réélu en 1934. Réélu en 1936. Perd sa réélection. |
| Charles L. Gerlach (en)       | Républicain           | 3 janvier 1939 - 3 janvier 1945     | 76e - 78e   | Élu en 1938. Réélu en 1940. Réélu en 1942. Redécoupage vers le 8e district. |
| J. Roland Kinzer (en)         | Républicain           | 3 janvier 1945 - 3 janvier 1947     | 79e         | Redécoupage depuis le 10e district et réélu en 1944. Retrait. |
| Paul B. Dague (en)            | Républicain           | 3 janvier 1947 - 30 décembre 1966   | 80e - 89e   | Élu en 1944. Réélu en 1948. Réélu en 1950. Réélu en 1952. Réélu en 1954. Réélu en 1956. Réélu en 1958. Réélu en 1960. Réélu en 1962. Réélu en 1964. Démissionne.                                                             |
| Vacant                        | Vacant                | 30 décembre 1966 - 3 janvier 1967   | 89e         | |
| G. Robert Watkins (en)        | Républicain           | 3 janvier 1967 - 7 août 1970        | 90e , 91e   | Redécoupage depuis le 7e district et réélu en 1966. Réélu en 1968. Décès. |
| Vacant                        | Vacant                | 7 août 1970 - 3 novembre 1970       | 91e         | |
| John H. Ware III (en)         | Républicain           | 3 novembre 1970 - 3 janvier 1973    | 91e , 92e   | Élu pour terminer le mandat de Watkins. Réélu en 1970. Redécoupage vers le 5e district. |
| Bud Shuster (en)              | Républicain           | 3 janvier 1973 - 3 février 2001     | 93e - 107e  | Élu en 1972. Réélu en 1974. Réélu en 1976. Réélu en 1978. Réélu en 1980. Réélu en 1982. Réélu en 1984. Réélu en 1986. Réélu en 1988. Réélu en 1990. Réélu en 1992. Réélu en 1994. Réélu en 1996. Réélu en 1998. Démissionne. |
| Vacant                        | Vacant                | 4 février 2001 - 15 mai 2001        | 107e        | |
| Bill Shuster                  | Républicain           | 15 mai 2001 - 3 janvier 2019        | 107e - 115e | Élu pour terminer le mandat de son père. Réélu en 2000. Réélu en 2002. Réélu en 2004. Réélu en 2006. Réélu en 2008. Réélu en 2010. Réélu en 2012. Réélu en 2014. Réélu en 2016. Redécoupage vers le 13e district et retrait. |
| Dan Meuser                    | Républicain           | 3 janvier 2019 - Présent            | 116e - 118e | Élu en 2018. Réélu en 2020. Réélu en 2022. |

## Résultats des récentes élections
Voici les résultats des dix précédents cycles électoraux dans le district.

## Frontières historiques du district

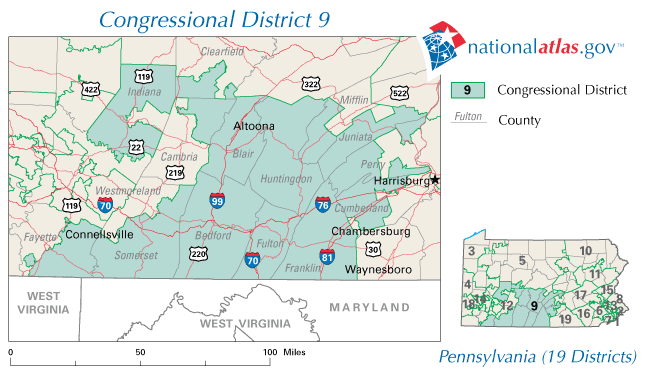
2003 - 2013

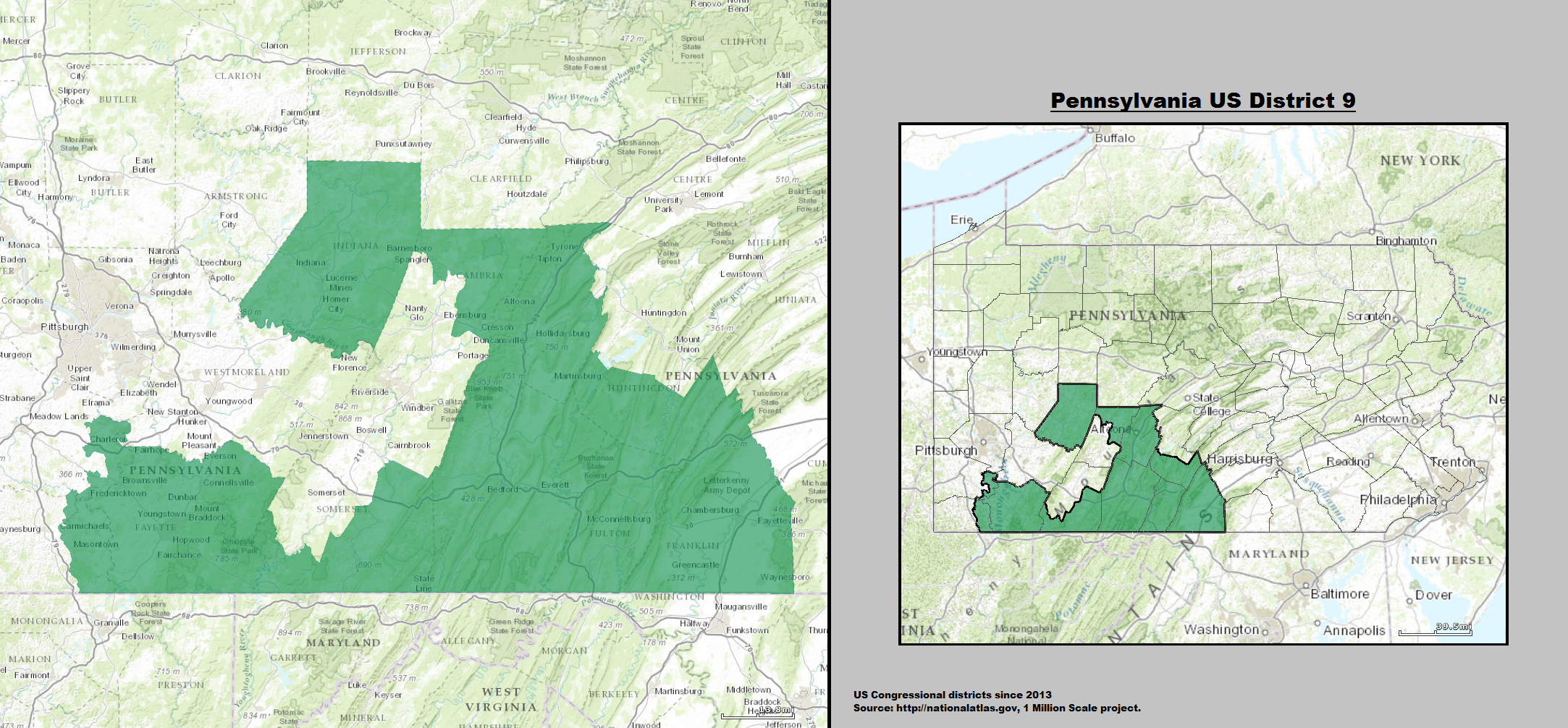
2013 - 2019

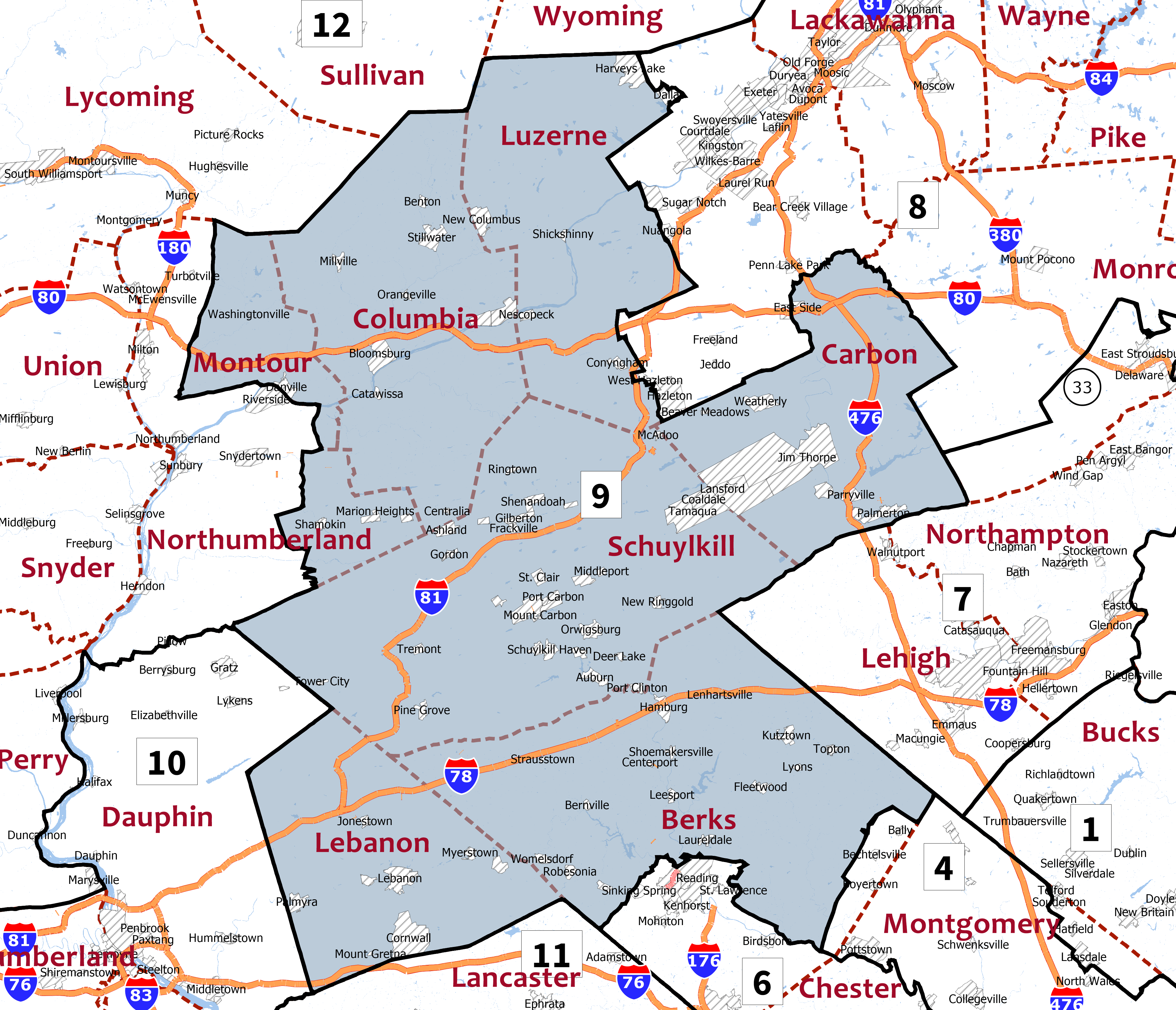
2019 - 2023

### 2004
| Élection de 2004 du 9e district congressionnel de Pennsylvanie | Élection de 2004 du 9e district congressionnel de Pennsylvanie | Élection de 2004 du 9e district congressionnel de Pennsylvanie | Élection de 2004 du 9e district congressionnel de Pennsylvanie | Élection de 2004 du 9e district congressionnel de Pennsylvanie |
| -------------------------------------------------------------- | -------------------------------------------------------------- | -------------------------------------------------------------- | -------------------------------------------------------------- | -------------------------------------------------------------- |
| Parti                                                          | Parti                                                          | Candidat                                                       | Votes                                                          | %                                                              |
|                                                                | républicain                                                    | Bill Shuster (sortant)                                         | 184 320                                                        | 69,5                                                           |
|                                                                | démocrate                                                      | Paul I. Politis                                                | 80 787                                                         | 30,5                                                           |
| Total des votes                                                | Total des votes                                                | Total des votes                                                | 265 107                                                        | 100 %                                                          |
|                                                                | Les républicains conservent                                    |                                                                |                                                                |                                                                |

### 2006
| Élection de 2006 du 9e district congressionnel de Pennsylvanie | Élection de 2006 du 9e district congressionnel de Pennsylvanie | Élection de 2006 du 9e district congressionnel de Pennsylvanie | Élection de 2006 du 9e district congressionnel de Pennsylvanie | Élection de 2006 du 9e district congressionnel de Pennsylvanie |
| -------------------------------------------------------------- | -------------------------------------------------------------- | -------------------------------------------------------------- | -------------------------------------------------------------- | -------------------------------------------------------------- |
| Parti                                                          | Parti                                                          | Candidat                                                       | Votes                                                          | %                                                              |
|                                                                | républicain                                                    | Bill Shuster (sortant)                                         | 121 069                                                        | 60,3                                                           |
|                                                                | démocrate                                                      | Tony Barr                                                      | 79 610                                                         | 39,6                                                           |
|                                                                | Write-In                                                       | Write-In                                                       | 141                                                            | 0,1                                                            |
| Total des votes                                                | Total des votes                                                | Total des votes                                                | 200 820                                                        | 100 %                                                          |
|                                                                | Les républicains conservent                                    |                                                                |                                                                |                                                                |

### 2008
| Élection de 2008 du 9e district congressionnel de Pennsylvanie | Élection de 2008 du 9e district congressionnel de Pennsylvanie | Élection de 2008 du 9e district congressionnel de Pennsylvanie | Élection de 2008 du 9e district congressionnel de Pennsylvanie | Élection de 2008 du 9e district congressionnel de Pennsylvanie |
| -------------------------------------------------------------- | -------------------------------------------------------------- | -------------------------------------------------------------- | -------------------------------------------------------------- | -------------------------------------------------------------- |
| Parti                                                          | Parti                                                          | Candidat                                                       | Votes                                                          | %                                                              |
|                                                                | républicain                                                    | Bill Shuster (sortant)                                         | 174 951                                                        | 63,9                                                           |
|                                                                | démocrate                                                      | Tony Barr                                                      | 98 735                                                         | 36,1                                                           |
| Total des votes                                                | Total des votes                                                | Total des votes                                                | 273 686                                                        | 100 %                                                          |
|                                                                | Les républicains conservent                                    |                                                                |                                                                |                                                                |

### 2010
| Élection de 2010 du 9e district congressionnel de Pennsylvanie | Élection de 2010 du 9e district congressionnel de Pennsylvanie | Élection de 2010 du 9e district congressionnel de Pennsylvanie | Élection de 2010 du 9e district congressionnel de Pennsylvanie | Élection de 2010 du 9e district congressionnel de Pennsylvanie |
| -------------------------------------------------------------- | -------------------------------------------------------------- | -------------------------------------------------------------- | -------------------------------------------------------------- | -------------------------------------------------------------- |
| Parti                                                          | Parti                                                          | Candidat                                                       | Votes                                                          | %                                                              |
|                                                                | républicain                                                    | Bill Shuster (sortant)                                         | 141 904                                                        | 73,1                                                           |
|                                                                | démocrate                                                      | Tom Conners                                                    | 52 322                                                         | 26,9                                                           |
| Total des votes                                                | Total des votes                                                | Total des votes                                                | 194 226                                                        | 100 %                                                          |
|                                                                | Les républicains conservent                                    |                                                                |                                                                |                                                                |

### 2012
| Élection de 2012 du 9e district congressionnel de Pennsylvanie | Élection de 2012 du 9e district congressionnel de Pennsylvanie | Élection de 2012 du 9e district congressionnel de Pennsylvanie | Élection de 2012 du 9e district congressionnel de Pennsylvanie | Élection de 2012 du 9e district congressionnel de Pennsylvanie |
| -------------------------------------------------------------- | -------------------------------------------------------------- | -------------------------------------------------------------- | -------------------------------------------------------------- | -------------------------------------------------------------- |
| Parti                                                          | Parti                                                          | Candidat                                                       | Votes                                                          | %                                                              |
|                                                                | républicain                                                    | Bill Shuster (sortant)                                         | 169 177                                                        | 61,7                                                           |
|                                                                | démocrate                                                      | Karen Ramsburg                                                 | 105 128                                                        | 38,3                                                           |
| Total des votes                                                | Total des votes                                                | Total des votes                                                | 274 305                                                        | 100 %                                                          |
|                                                                | Les républicains conservent                                    |                                                                |                                                                |                                                                |

### 2014
| Élection de 2014 du 9e district congressionnel de Pennsylvanie | Élection de 2014 du 9e district congressionnel de Pennsylvanie | Élection de 2014 du 9e district congressionnel de Pennsylvanie | Élection de 2014 du 9e district congressionnel de Pennsylvanie | Élection de 2014 du 9e district congressionnel de Pennsylvanie |
| -------------------------------------------------------------- | -------------------------------------------------------------- | -------------------------------------------------------------- | -------------------------------------------------------------- | -------------------------------------------------------------- |
| Parti                                                          | Parti                                                          | Candidat                                                       | Votes                                                          | %                                                              |
|                                                                | républicain                                                    | Bill Shuster (sortant)                                         | 110 094                                                        | 63,5                                                           |
|                                                                | démocrate                                                      | Alanna Hartzok                                                 | 63 223                                                         | 36,5                                                           |
| Total des votes                                                | Total des votes                                                | Total des votes                                                | 173 317                                                        | 100 %                                                          |
|                                                                | Les républicains conservent                                    |                                                                |                                                                |                                                                |

### 2016
| Élection de 2016 du 9e district congressionnel de Pennsylvanie | Élection de 2016 du 9e district congressionnel de Pennsylvanie | Élection de 2016 du 9e district congressionnel de Pennsylvanie | Élection de 2016 du 9e district congressionnel de Pennsylvanie | Élection de 2016 du 9e district congressionnel de Pennsylvanie |
| -------------------------------------------------------------- | -------------------------------------------------------------- | -------------------------------------------------------------- | -------------------------------------------------------------- | -------------------------------------------------------------- |
| Parti                                                          | Parti                                                          | Candidat                                                       | Votes                                                          | %                                                              |
|                                                                | républicain                                                    | Bill Shuster (sortant)                                         | 186 580                                                        | 63,3                                                           |
|                                                                | démocrate                                                      | Arthur L. Halvorson                                            | 107 985                                                        | 36,7                                                           |
| Total des votes                                                | Total des votes                                                | Total des votes                                                | 294 565                                                        | 100 %                                                          |
|                                                                | Les républicains conservent                                    |                                                                |                                                                |                                                                |

### 2018
| Élection de 2018 du 9e district congressionnel de Pennsylvanie | Élection de 2018 du 9e district congressionnel de Pennsylvanie | Élection de 2018 du 9e district congressionnel de Pennsylvanie | Élection de 2018 du 9e district congressionnel de Pennsylvanie | Élection de 2018 du 9e district congressionnel de Pennsylvanie |
| -------------------------------------------------------------- | -------------------------------------------------------------- | -------------------------------------------------------------- | -------------------------------------------------------------- | -------------------------------------------------------------- |
| Parti                                                          | Parti                                                          | Candidat                                                       | Votes                                                          | %                                                              |
|                                                                | républicain                                                    | Dan Meuser                                                     | 148 723                                                        | 59,7                                                           |
|                                                                | démocrate                                                      | Denny Wolff                                                    | 100 204                                                        | 40,3                                                           |
| Total des votes                                                | Total des votes                                                | Total des votes                                                | 248 927                                                        | 100 %                                                          |
|                                                                | Les républicains conservent                                    |                                                                |                                                                |                                                                |

### 2020
| Élection de 2020 du 9e district congressionnel de Pennsylvanie | Élection de 2020 du 9e district congressionnel de Pennsylvanie | Élection de 2020 du 9e district congressionnel de Pennsylvanie | Élection de 2020 du 9e district congressionnel de Pennsylvanie | Élection de 2020 du 9e district congressionnel de Pennsylvanie |
| -------------------------------------------------------------- | -------------------------------------------------------------- | -------------------------------------------------------------- | -------------------------------------------------------------- | -------------------------------------------------------------- |
| Parti                                                          | Parti                                                          | Candidat                                                       | Votes                                                          | %                                                              |
|                                                                | républicain                                                    | Dan Meuser (sortant)                                           | 232 988                                                        | 66,3                                                           |
|                                                                | démocrate                                                      | Gary Wegman                                                    | 118 266                                                        | 33,7                                                           |
| Total des votes                                                | Total des votes                                                | Total des votes                                                | 351 254                                                        | 100 %                                                          |
|                                                                | Les républicains conservent                                    |                                                                |                                                                |                                                                |

### 2022
| Primaire républicaine de 2022 du 9e district congressionnel de Pennsylvanie | Primaire républicaine de 2022 du 9e district congressionnel de Pennsylvanie | Primaire républicaine de 2022 du 9e district congressionnel de Pennsylvanie | Primaire républicaine de 2022 du 9e district congressionnel de Pennsylvanie | Primaire républicaine de 2022 du 9e district congressionnel de Pennsylvanie |
| --------------------------------------------------------------------------- | --------------------------------------------------------------------------- | --------------------------------------------------------------------------- | --------------------------------------------------------------------------- | --------------------------------------------------------------------------- |
| Parti                                                                       | Parti                                                                       | Candidat                                                                    | Votes                                                                       | %                                                                           |
|                                                                             | républicain                                                                 | Dan Meuser (sortant)                                                        | 102 167                                                                     | 100 %                                                                       |

| Primaire démocrate de 2022 du 9e district congressionnel de Pennsylvanie | Primaire démocrate de 2022 du 9e district congressionnel de Pennsylvanie | Primaire démocrate de 2022 du 9e district congressionnel de Pennsylvanie | Primaire démocrate de 2022 du 9e district congressionnel de Pennsylvanie | Primaire démocrate de 2022 du 9e district congressionnel de Pennsylvanie |
| ------------------------------------------------------------------------ | ------------------------------------------------------------------------ | ------------------------------------------------------------------------ | ------------------------------------------------------------------------ | ------------------------------------------------------------------------ |
| Parti                                                                    | Parti                                                                    | Candidat                                                                 | Votes                                                                    | %                                                                        |
|                                                                          | démocrate                                                                | Amanda Waldman                                                           | 41 568                                                                   | 100 %                                                                    |

| Élection de 2022 du 9e district congressionnel de Pennsylvanie | Élection de 2022 du 9e district congressionnel de Pennsylvanie | Élection de 2022 du 9e district congressionnel de Pennsylvanie | Élection de 2022 du 9e district congressionnel de Pennsylvanie | Élection de 2022 du 9e district congressionnel de Pennsylvanie |
| -------------------------------------------------------------- | -------------------------------------------------------------- | -------------------------------------------------------------- | -------------------------------------------------------------- | -------------------------------------------------------------- |
| Parti                                                          | Parti                                                          | Candidat                                                       | Votes                                                          | %                                                              |
|                                                                | républicain                                                    | Dan Meuser (sortant)                                           | 209 185                                                        | 69,3                                                           |
|                                                                | démocrate                                                      | Amanda Waldman                                                 | 92 622                                                         | 30,7                                                           |
| Total des votes                                                | Total des votes                                                | Total des votes                                                | 301 807                                                        | 100 %                                                          |
|                                                                | Les républicains conservent                                    |                                                                |                                                                |                                                                |

### 2024
| Primaire républicaine de 2024 du 9e district congressionnel de Pennsylvanie | Primaire républicaine de 2024 du 9e district congressionnel de Pennsylvanie | Primaire républicaine de 2024 du 9e district congressionnel de Pennsylvanie | Primaire républicaine de 2024 du 9e district congressionnel de Pennsylvanie | Primaire républicaine de 2024 du 9e district congressionnel de Pennsylvanie |
| --------------------------------------------------------------------------- | --------------------------------------------------------------------------- | --------------------------------------------------------------------------- | --------------------------------------------------------------------------- | --------------------------------------------------------------------------- |
| Parti                                                                       | Parti                                                                       | Candidat                                                                    | Votes                                                                       | %                                                                           |
|                                                                             | républicain                                                                 | Dan Meuser (sortant)                                                        | 77 943                                                                      | 100 %                                                                       |

| Primaire démocrate de 2024 du 9e district congressionnel de Pennsylvanie | Primaire démocrate de 2024 du 9e district congressionnel de Pennsylvanie | Primaire démocrate de 2024 du 9e district congressionnel de Pennsylvanie | Primaire démocrate de 2024 du 9e district congressionnel de Pennsylvanie | Primaire démocrate de 2024 du 9e district congressionnel de Pennsylvanie |
| ------------------------------------------------------------------------ | ------------------------------------------------------------------------ | ------------------------------------------------------------------------ | ------------------------------------------------------------------------ | ------------------------------------------------------------------------ |
| Parti                                                                    | Parti                                                                    | Candidat                                                                 | Votes                                                                    | %                                                                        |
|                                                                          | démocrate                                                                | Amanda Waldman                                                           | 34 851                                                                   | 100 %                                                                    |

| Élection de 2024 du 9e district congressionnel de Pennsylvanie | Élection de 2024 du 9e district congressionnel de Pennsylvanie | Élection de 2024 du 9e district congressionnel de Pennsylvanie | Élection de 2024 du 9e district congressionnel de Pennsylvanie | Élection de 2024 du 9e district congressionnel de Pennsylvanie |
| -------------------------------------------------------------- | -------------------------------------------------------------- | -------------------------------------------------------------- | -------------------------------------------------------------- | -------------------------------------------------------------- |
| Parti                                                          | Parti                                                          | Candidat                                                       | Votes                                                          | %                                                              |
|                                                                | républicain                                                    | Dan Meuser (sortant)                                           | TBD                                                            | TBD                                                            |
|                                                                | démocrate                                                      | Amanda Waldman                                                 | TBD                                                            | TBD                                                            |
| Total des votes                                                | Total des votes                                                | Total des votes                                                | TBD                                                            | 100 %                                                          |
|                                                                |                                                                |                                                                |                                                                |                                                                |